# Brunehaut
Brunehaut (pcd. Brunéo) – miejscowość i gmina (commune) w Belgii, w Regionie Walońskim, w prowincji Hainaut, w okręgu Tournai-Mouscron. 1 stycznia 2024 r. liczyła 8099 mieszkańców. Powierzchnia gminy wynosi 46,55 km², a jej gęstość zaludnienia wynosi 174 osoby/km².
Znajduje się tutaj największy menhir Walonii Pierre Brunehaut.

## Podział administracyjny
W skład gminy wchodzi dziewięć dzielnic (section):
- Bléharies
- Guignies
- Hollain
- Howardries
- Jollain-Merlin
- Laplaigne
- Lesdain (Leusden)
- Rongy
- Wez-Velvain

## Współpraca
Miejscowości partnerskie:
- Amfreville, Francja
- Aubigny-en-Artois, Francja
- Sallenelles, Francja